# GMA News TV
GMA News TV (GNTV ou News TV) é um canal de notícias filipino, que faz parte da GMA Network, Inc.. A rede foi lançada em 28 de fevereiro de 2011 substituindo o canal de estilo de vida Q.
O canal foi fechado em 21 de fevereiro de 2021 nas Filipinas, foi substituído pelo GTV.

## Programas

### Atuais

#### Telejornais
- Balita Pilipinas Ngayon (2011-presente) (telejornal)
- Balitanghali (2005-presente) (telejornal)
- Balitanghali Weekend (2010-presente) (telejornal)
- Dobol B sa News TV (2011–2012; 2017-presente)
- Dobol A sa Dobol B (produced by DZBB-AM)
- Super Balita sa Umaga Nationwide (produced by DZBB-AM)
- Saksi sa Dobol B (produced by DZBB-AM)
- Sino? (produced by DZBB-AM)
- News to Go (2011-presente) (telejornal)
- News TV Live / News TV Breaking News (2011-presente) (telejornal)
- News TV Quick Response Team (2011-presente) (telejornal)
- State of the Nation with Jessica Soho (2011-presente) (telejornal)

#### Jornalísticos
- Adyenda (2005-presente)
- Bawal ang Pasaway kay Mareng Winnie (2011-presente)
- Brigada (2011-presente)
- Diyos at Bayan (2005-presente)
- Investigative Documentaries (2011-presente)
- Legal Forum (2006-presente)
- Motorcycle Diaries (2011-presente)
- Shout Out: Sigaw ng Kabataan! (2016-presente)
- Reel Time (2011-presente)

Programas exibida originalmente pela GMA Network
- AHA!
- Alisto!
- Born to Be Wild
- Front Row
- I-Witness
- Imbestigador
- Karelasyon
- Reporter's Notebook
- Tunay Na Buhay

#### Talk
- MARS (2012-presente)

#### Informativos
- Ang Pinaka (2005-presente)
- Gandang Ricky Reyes: Todo na Toh! (2005-presente)
- Good News Kasama si Vicky Morales (2011-presente)
- Hashtag Pinoy: Yan Tayo Eh! (2015-presente)
- Kids HQ (2016-presente)
- I Juander (2011-presente)
- JAM (2015-presente)
- Pisobilities (2012-presente)
- Pop Talk (2011-presente)
- Road Trip (2012-presente)
- Taste Buddies (2012-presente)

#### Viagens
- Biyahe ni Drew (2013-presente)
- Tripinas (2015-presente)

#### Estilo de vida
- Business and Beyond (2016-presente)
- Mommy Manual (2016-presente)
- MoneyWise (2016-presente)
- OrganiqueTV (2015-presente)
- The Working Class (2016-presente)

#### Musical
- This Is My Story, This Is My Song (2012-presente)

#### Culinários
- Everyday Sarap with CDO (2016-presente)
- Idol sa Kusina (2011-presente)

#### Reality show
- Day Off (2005-presente)

#### Drama
- Wagas (2013-presente)

#### Comédia
- Top 20 Funniest (TruTV, 2013-presente) (reality show) (2016)

#### Esportes
- News TV All Sports (2011-presente)
- PSSBC Battle of the Champions
- Turbo Zone, Feed Your Drive! (2012-presente)
- Who's Next? Pro-Boxing Series (2016-presente)

#### Séries
- Wagas (GMA News TV, 2013-presente) (série) (2016)
- Empress Ki (MBC, 2013-2014) (série) (2016)
- Secret Garden (SBS, 2010-2011) (2016)

#### Religiosos
- Jesus the Healer (2005-presente)
- Life Giver (2013-presente)
- Light Up (2011-presente)
- Midnight Prayer Helps (2006-presente)
- PJM Forum (2005-presente)
- In Touch (2016-presente)

#### Infomerciais
- EZ Shop (2016-presente)
- Shop TV (2015-presente)

#### Blocos de cinema
- Reel Action Sabado (2014-presente)
- Sunday Screening (2012-presente)
- Takilya Blockbusters (2012-presente)
- Asian Horror Stories (2014-presente)

### Anteriores
- Coffee Prince (MBC, 2007) (série) (2016)
- King of Ambition (SBS, 2013) (série) (2016)
- Future's Choice (KBS2, 2013) (série) (2016)
- The Producers (KBS2, 2015) (série) (2016)
- Pinocchio (SBS, 2014-2015) (série) (2016)
- Amaya (GMA Network, 2011-2012) (telenovela) (2015)
- Asia's Next Top Model (Star World, 2012-presente) (reality show) (2015)
- Titser (GMA News TV, 2013) (telenovela)
- Bayan Ko (GMA News TV, 2013) (telenovela) (reprise: 2014)
- Survivor (CBS, 2000-presente) (reality show) (2012)
- American Idol (Fox, 2002-2016) (reality show) (2011)
- The 700 Club Asia